# 立體聲實驗室
立體聲實驗室（英語：Stereolab）是英國的一個另類音樂樂隊，1990年時在倫敦組建。樂隊最初的成員有Tim Gane （吉他/鍵盤）和 Lætitia Sadier （主音/鍵盤/吉他)。其他的長期成員有Andy Ramsay（鼓手）和Mary Hansen。立體聲實驗室是最早的一批後搖滾樂隊之一。而政治經濟議題也經常出現在他們樂隊歌曲的歌詞中。一些批評家認為他們的歌其帶有強烈的馬克思主義色彩。雖然他們的專輯在地下很受歡迎，不過在商業上卻始終未能取得成功。2009年，樂隊宣布將停止活動。

## 專輯
- Peng! (1992), Too Pure/American
- Transient Random-Noise Bursts with Announcements (1993), Duophonic/Elektra
- Mars Audiac Quintet (1994), Duophonic/Elektra
- Emperor Tomato Ketchup (1996), Duophonic/Elektra
- Dots and Loops (1997), Duophonic/Elektra
- Cobra and Phases Group Play Voltage in the Milky Night (1999), Duophonic/Elektra
- Sound-Dust (2001), Duophonic/Elektra
- Margerine Eclipse (2004), Duophonic/Elektra
- Chemical Chords (2008), Duophonic/4AD

## 外部連結
- 官方網站 （页面存档备份，存于）